# U-Bahnhof Osterstraße

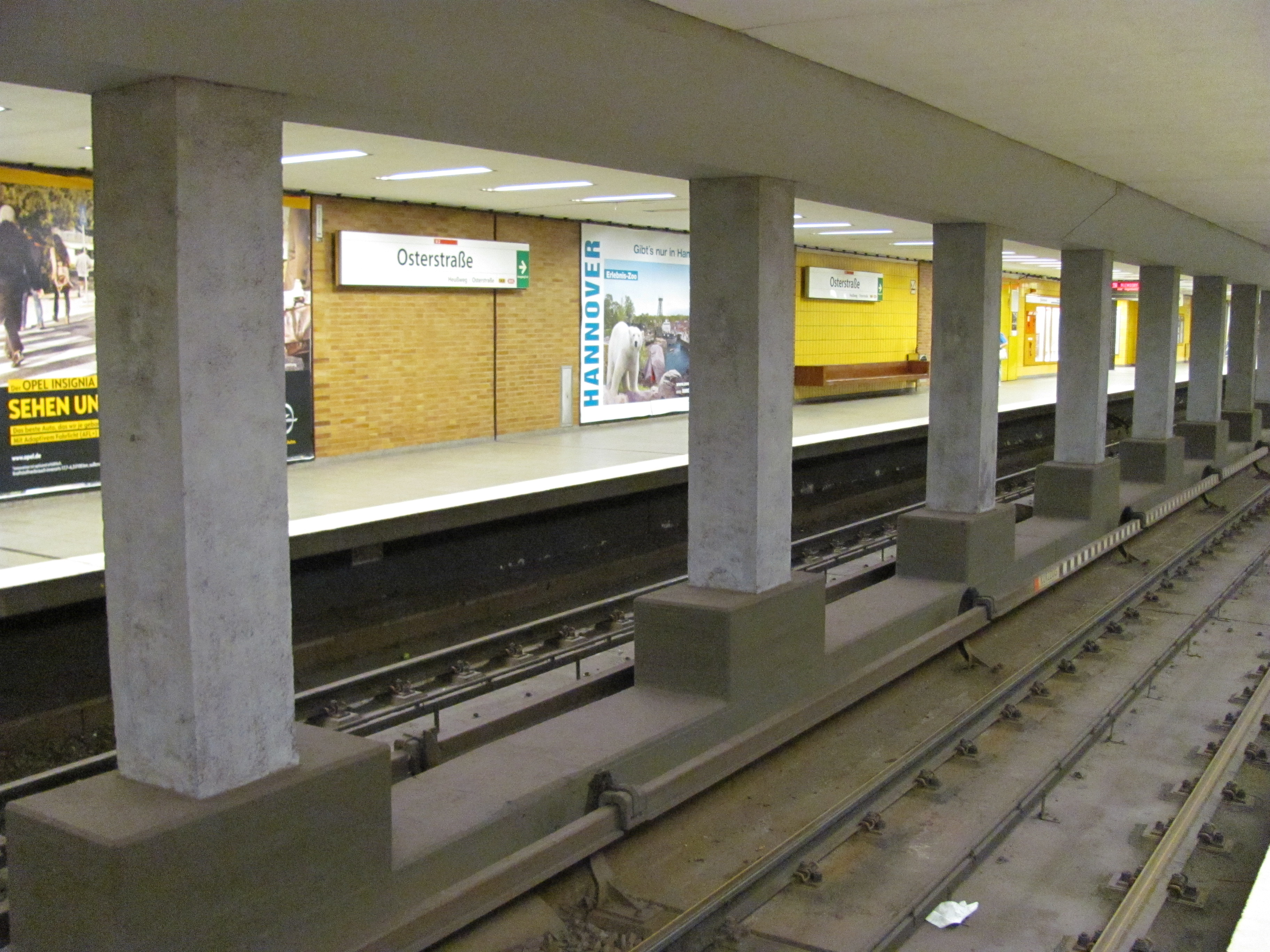
In der Mitte der kurze Versuchsabschnitt mit schotterlosem Oberbau

Der U-Bahnhof Osterstraße ist eine Tunnel-Haltestelle der Hamburger U-Bahn-Linie U2. Das Kürzel der Station bei der Betreiber-Gesellschaft Hamburger Hochbahn lautet „OS“.

## Ausbau und Lage
Die Haltestelle Osterstraße liegt in einfacher Tieflage direkt unter der Straße Heußweg im Stadtteil Eimsbüttel. Die namensgebende Osterstraße, zentrale Einkaufsstraße des Viertels, kreuzt den Heußweg direkt über der Station. Der U-Bahnhof verfügt über zwei etwa 120 Meter lange Seitenbahnsteige mit jeweils einem Vorraum etwa in der Mitte. Durch die geringe Tieflage bedingt gibt es kein Zwischengeschoss. Mehrere Treppen und seit Mai 2013 ein Aufzug pro Bahnsteig führen von den Vorräumen jeweils direkt an die Oberfläche. Vom Vorraum des östlichen (stadtauswärtigen) Bahnsteigs aus gibt es daneben einen direkten Zugang in das Karstadt-Warenhaus in der Osterstraße.
Der U-Bahnhof hat täglich 21.286 Ein- und Aussteiger (Mo–Fr, 2019).

## Geschichte
Der U-Bahnhof an der Osterstraße gehört zu den ältesten Haltestellen der Hamburger U-Bahn, er wurde bereits im Mai 1914 als Teil der sogenannten Eimsbütteler Zweigstrecke eröffnet. Damals verfügte die Anlage noch über einen Mittelbahnsteig, der in den 1920er Jahren erstmals verlängert wurde. 1964 wurde die U-Bahn im Bereich Osterstraße für mehrere Monate stillgelegt und der U-Bahnhof völlig neu aufgebaut. Seit 1965 verfügt er über zwei 120 Meter lange Seitenbahnsteige, die Gleise befinden sich nun etwa an Stelle des alten Mittelbahnsteigs.
Der Abstand zur Station Lutterothstraße beträgt etwa 800 Meter, bis Emilienstraße sind es 600 Meter.

## Weitere Linien
Am U-Bahnhof Osterstraße besteht Übergang zur Metrobus-Linie 4 in Richtung Eidelstedt und Innenstadt. 200 m nördlich von der Haltestelle entfernt verkehrt am Heußweg die Metrobus-Linie 30 in Richtung Neumühlen/Övelgönne und Hoheluft (Gärtnerstraße).

## Wandbild
Das Wandbild zwischen den Haltestellen Osterstraße und Emilienstraße stammt von Wolfgang Berkowski und entstand Anfang der 1990er-Jahre.
| Linie | Verlauf |
| ----- | --- |
| U 2   | Niendorf Nord – Schippelsweg – Joachim-Mähl-Straße – Niendorf Markt – Hagendeel – Hagenbecks Tierpark – Lutterothstraße – Osterstraße – Emilienstraße – Christuskirche – Schlump – Messehallen – Gänsemarkt (Oper) – Jungfernstieg – Hauptbahnhof Nord – Berliner Tor – Burgstraße – Hammer Kirche – Rauhes Haus – Horner Rennbahn – Legienstraße – Billstedt – Merkenstraße – Steinfurther Allee – Mümmelmannsberg |